# Blaise Sonnery
Blaise Sonnery (L'Arbresle, 21 maart 1985) is een Frans voormalig wielrenner. Hij was beroepsrenner tussen 2005 en 2015. 

## Belangrijkste overwinningen
2005
3e etappe Tour des Pays de Savoie
Eindklassement Tour des Pays de Savoie
2006
5e etappe Ronde van de Isard

## Resultaten in voornaamste wedstrijden
| Jaar | Ronde van Italië | Ronde van Frankrijk | Ronde van Spanje |
| ---- | ---------------- | ------------------- | ---------------- |
| 2007 |                  |                     |                  |
| 2008 | 91e              |                     |                  |
| 2009 | 64e              |                     |                  |

| Jaar | Ronde van Lombardije |
| ---- | -------------------- |
| 2007 | 69e                  |
| 2008 |                      |
| 2009 |                      |

## Ploegen
- 2005- Ag2r Prévoyance (stagiair vanaf 1-8)
- 2007- Ag2r Prévoyance
- 2008- AG2R La Mondiale
- 2009- AG2R La Mondiale
- 2012- Bridgestone Anchor